# Михайловка (Нижнебурлукский сельский совет)
Михайловка (укр. Михайлівка) — село, 
Нижнебурлукский сельский совет,
Шевченковский район,
Харьковская область.
Код КОАТУУ — 6325785004. Население по переписи 2001 года составляет 13 (6/7 м/ж) человек.

## Географическое положение
Село Михайловка находится на правом берегу реки Великий Бурлук,
выше по течению примыкает село Нижний Бурлук,
ниже по течению примыкает село Сергеевка, на расстоянии в 4 км расположено село Аркадевка,
на противоположном берегу — село Смоловка.

## История
- 1870 — дата основания.